# I Came 2 Party
I Came 2 Party è un singolo del gruppo musicale tedesco Cinema Bizarre, pubblicato il 7 agosto 2009 come primo estratto dal secondo album in studio ToyZ.

## Descrizione
Terza traccia dell'album ToyZ, la canzone è stata scritta e prodotta da Martin Kierszenbaum e vede la partecipazione del musicista francese Space Cowboy. Il brano è stato inserito anche nell'album BANG!'. 

## Video musicale
Il video è stato pubblicato inizialmente su YouTube ancor prima dell'uscita dell'album prevista per il 21 agosto 2009 e dura 3:38 minuti. Successivamente è stato pubblicato anche su Sky, precisamente su Match Music (canale 716), su Music Box Italia (canale 703) e su MTV Pulse (canale 707). Il video è stato il primo girato con il nuovo tastierista Romeo, in sostituzione di Luminor.
Nel video i Cinema Bizarre escono da una macchina nera lussuosa indossando una maschera sul volto; quindi entrano in un castello affollato. Al video partecipa anche Space Cowboy. Ragazzi e ragazze ballano, finché tutti vengono schizzati di acqua colorata.

## Tracce
CD singolo
1. I Came 2 Party (feat. Space Cowboy) (Single Version) – 3:27
2. I Came 2 Party (feat. Space Cowboy) (Michael Mind Remix) – 5:35

Durata totale: 9:02
CD singolo premium edition
1. I Came 2 Party
2. Crashing and Burning
3. The World of Cinema Bizarre

CDr promo
1. I Came 2 Party (DJ Dan Radio) – 3:27 – remix di DJ Dan
2. I Came 2 Party (DJ Dan Club) – 6:24 – remix di DJ Dan
3. I Came 2 Party (Starkillers Remix) – 7:46 – remix di Starkillers
4. I Came 2 Party (Jump Smokers Main) – 3:32 – remix di Jump Smokers
5. I Came 2 Party (Jump Smokers Dub) – 3:32 – remix di Jump Smokers
6. I Came 2 Party (Discotech Remix) – 4:30 – remix di Discotech
7. I Came 2 Party (David Garcia Remix) – 5:08 – remix di David Garcia

Durata totale: 34:19

## Formazione
- Strify – voce (Insieme a Space Cowboy)
- Yu – chitarra
- Kiro – basso
- Shin – batteria
- Romeo – tastiere

## Classifiche
| Classifica (2009) | Posizione massima |
| ----------------- | ----------------- |
| Austria           | 71                |
| Germania          | 32                |